# Edward Bunker
Edward Heward Bunker (Hollywood, California, 31 de diciembre de 1933 - Burbank, California, 19 de julio de 2005) fue un escritor de novelas policíacas, guionista y actor estadounidense. Escribió numerosos libros, algunos de los cuales se han adaptado al cine.

## Biografía
De niño, Bunker fue brillante pero conflictivo, por lo que pasó gran parte de su infancia en diferentes hogares e instituciones. Muy temprano se transformó en un criminal, y siguió este sendero durante muchos años, ingresando en prisión una y otra vez. Fue culpable de varios delitos: robo de bancos, narcotráfico, extorsión, robo a mano armada y falsificación. Bunker fue amigo cercano de Danny Trejo, al que conoció en la "Folsom State Prison", una prisión de California en la que ambos cumplieron condena. Un repetitivo patrón de condenas, libertades condicionadas, fugas, etc. continuó hasta que salió de prisión en 1975. En ese momento acabaron sus días como criminal y se dedicó a escribir y, más tarde, a actuar. Habría pasado dieciocho años de su vida encerrado en distintos reformatorios y prisiones.
Su primera novela, titulada No Beast So Fierce (1973), fue adaptada al cine por Ulu Grosbard y Dustin Hoffman, quien compró los derechos a Bunker; el resultado final fue Straight Time. No consiguió buenas críticas ni éxito comercial, pero Bunker participó en el guion y además tuvo su primer papel en una película. En 1977 publicó The Animal Factory, consiguiendo críticas favorables; en el año 2000 fue adaptada al cine por el actor Steve Buscemi. En algún momento tuvo fugaces apariciones y cameos en muchas películas, como The Running Man basada en la novela de Stephen King, Tango y Cash y la exitosa Reservoir Dogs de Quentin Tarantino, donde interpreta a Mr. Blue. Además de escribir el guion, también representó un papel en Animal Factory, basada en su novela del mismo nombre.
En 1977, se casó con Jennifer, una joven abogada. En 1994, nació su único hijo, Brendan. Bunker murió el 19 de julio de 2005 en California, a la edad de 71 años, a consecuencia de una intervención quirúrgica para mejorar la circulación de las piernas, dificultada por sufrir diabetes.

## Filmografía
Películas en las que interviene como actor y personaje que interpreta:
- Straight Time (1978) - Mickey
- The Long Riders (1980) - Bill Chadwell
- Runaway Train (1985) - Jonah
- Slow Burn (1986) - George
- Shy People (1987) - Chuck
- The Running Man (1987) - Lenny
- 70 minutos para huir (1988) - VIgilante nocturno
- Fear (1988) - Lenny
- Tango y Cash (1989) - Capitán Holmes
- Best of the Best (1989) - Stan
- Relentless (1989) - Cardoza
- Reservoir Dogs (1992) - Sr. Azul
- Love, Cheat & Steal (1993) - Presidiario viejo
- Distant Cousins (1993) - Sr. Benson
- Best of the Best 2 (1993) - Operador de foco
- Alguien a quien amar (1994) - Jimmy
- Shadrach (1998) - Joe Thorton
- Animal Factory (2000) - Buzzard
- Family Secrets (2001)
- 13 Moons (2002) - Hoodlum #1
- The Longest Yard (2005) - Skitchy Rivers
- Nice Guys (2005) - Big Joe